# Dondo (Angola)
Dondo – miasto w Angoli, w prowincji Kwanza Północna.